# Glavoperčići
Glavoperčići , ili Clinidae, pordoica riba sličnih slingurkama, podreda Blennioidei, reda Perciformes. Raširene su po svim oceanima. Porodica obuhvaća preko 80 vrsta u preko 20 rodova. Uglavnom su to malene ribe, od kojih je najveća Heterostichus rostratus, maksimalno 61 cm. 
Glavoperčići su ribe su plitkih mora koje se zadržavaju pri dnu gdje se hrane se manjim rakovima i mekušcima. zanimljive su akvaristima zbog njihovog puzanja po dnu.
Rodovi (26): Blennioclinus, Blennophis, Cancelloxus, Cirrhibarbis, Climacoporus, Clinitrachus, Clinoporus, Clinus, Cologrammus, Cristiceps, Ericentrus, Fucomimus, Gibbonsia, Heteroclinus, Heterostichus, Muraenoclinus, Myxodes, Ophiclinops, Ophiclinus, Pavoclinus, Peronedys, Ribeiroclinus, Smithichthys, Springeratus, Sticharium, Xenopoclinus.

## Vanjske poveznice
- Clinidae